# Gabriël Beckers
Gabriël Beckers (Nuth, 17 juni 1786 - Schinveld, 23 januari 1866) was een  Nederlanders bestuurder. Van 1825 tot 1836 was hij burgemeester van de Limburgse gemeente Schinveld.